# Chris von Saltza

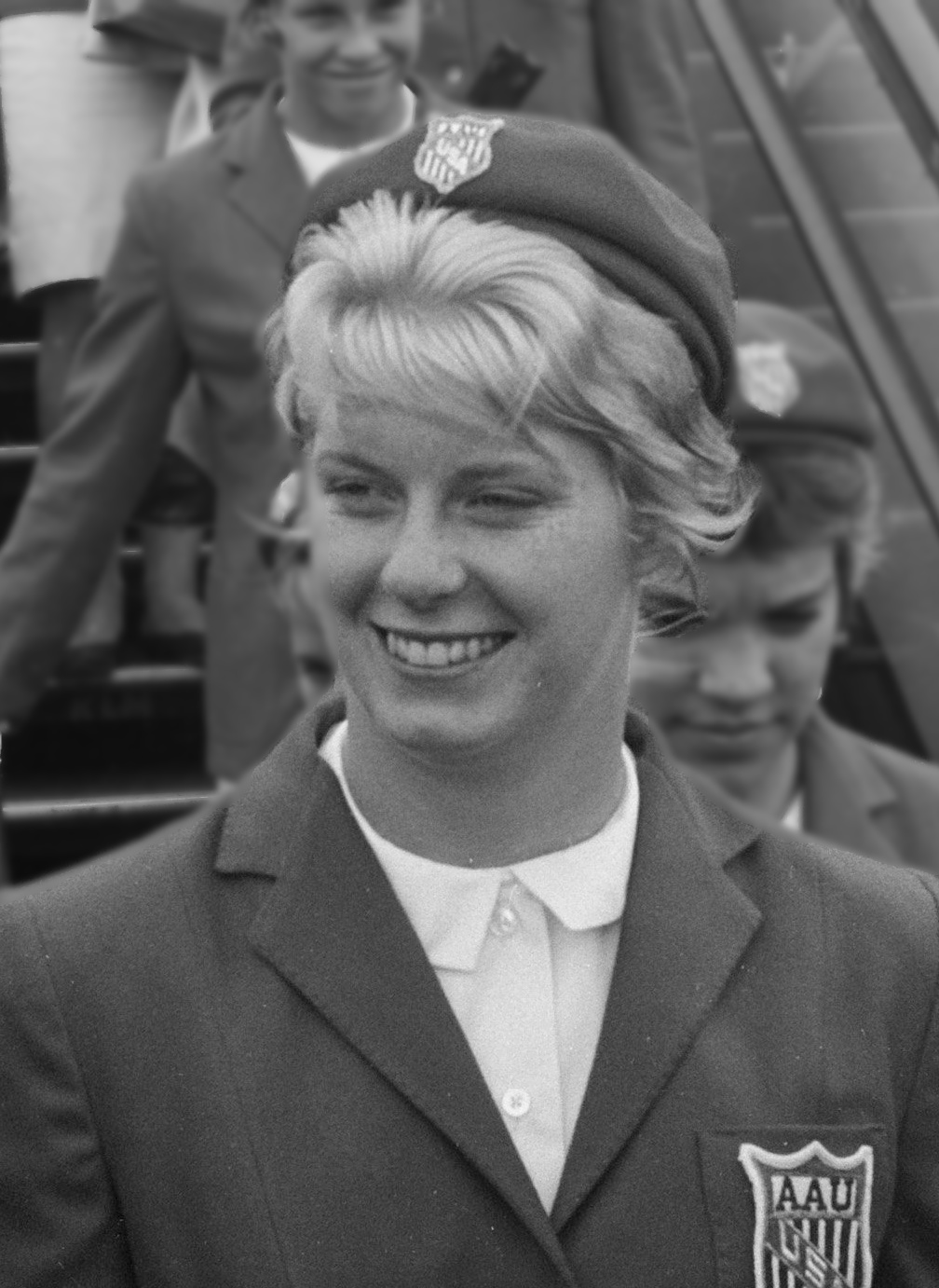
Chris Von Saltza (1961)

Chris von Saltza (* 3. Januar 1944 in San Francisco) ist eine ehemalige US-amerikanische Schwimmerin.
Sie feierte bei den Olympischen Spielen 1960 in Rom ihre größten sportlichen Erfolge, als ihr drei Olympiasiege gelangen. Sie holte die Goldmedaille über 400 m Freistil und mit den beiden Staffel über 4 × 100 m Freistil und 4 × 100 m Lagen. Außerdem gewann sie die Silbermedaille über 100 m Freistil.
Im Jahr 1961 beendete sie ihre sportliche Laufbahn. 1966 wurde sie in die Ruhmeshalle des internationalen Schwimmsports aufgenommen.